# Наум Димовски
Наум Димовски (световно Тома Димовски; Битољ, Османско царство, 1912 — Штип, СФРЈ, 27. новембар 1977) је био злетовско-струмички епископ од 1959. до 1967. године, а потом јерарх расколничке Македонске православне цркве.

## Биографија
Тома Димовски је рођен 1912. године у Битољу. Након Другог светског рата, као православни свештеник укључио се у покрет за одвајања Македонске православне цркве, поставши један од истакнутих заговорника аутокефалности. Пошто је повремено заступао и умереније ставове, постао је прота, а потом и архијерејски заменик у Охридско-битољској епархији. Иако је био мирски свештеник, предлаган је за епископа од стране иницијативног одбора у Скопљу.
Свети архијерејски сабор Српске православне цркве није 1958. године могао пристати на његов избор за епископа, због тога што је прота Тома Димовски још увек био ожењен.. Међутим, тадашњи комунистички режим у Југославији је наставио са вршењем притисака, који су накнадно уродили плодом. У пролеће 1959. године, изабрани су Доситеј Стојковић за митрополита скопског и Климент Трајковски за епископа преспанско-битољског. У међувремену, прота Тома Димовски се замонашио и узео име Наум. Без претходне сагласности Светог архијерејског сабора СПЦ, поменута двојица архијереја су 26. јула 1959. године у Штипу извршили хиротонију Наума Димовског за епископа злетовско-струмичког, након чега је створен и трочлани архиерејски синод аутономне Православне цркве у НР Македонији.
Иако је његова хиротонија била накнадно призната, Наум Димовски је наставио да се залаже за стицање потпуне црквене самосталности. Учествовао је 1967. године у неканонском проглашењу аутокефалности Македонске православне цркве и од тада се налазио у расколу са Православном црквом. Пошто се није одазвао позиву на покајање, заједно са осталим виновницима раскола стављен је пред црквени суд. Умро је 27. новембра 1977. године у Штипу, као расколник, неизмирен са Православном црквом.